# السبل (بعدان)

تعديل مصدري - تعديل

السبل هي إحدى قرى عزلة الحيث بمديرية بعدان التابعة لمحافظة إب، بلغ تعداد سكانها 977 نسمة حسب تعداد اليمن لعام 2004.